# سانتا مارگریتا لیجوره
سانتا مارگریتا لیجوره (به ایتالیایی: Santa Margherita Ligure) یک کومونه در ایتالیا است که در استان جنوا واقع شده‌است.

## خصوصیات
سانتا مارگریتا لیجوره ۹٫۸ کیلومترمربع مساحت و ۱۰٬۲۱۰ نفر جمعیت دارد و ۱۳ متر بالاتر از سطح دریا واقع شده‌است.

## خواهرخوانده
شهر Cavalaire-sur-Mer خواهرخواندهٔ سانتا مارگریتا لیجوره هست.